# L'œil écoute
 (décembre 2015).
 (février 2016).
 (février 2016).
- Si vous ne connaissez pas le sujet, laissez ce bandeau (vous pouvez alors contacter les auteurs).
- Si vous supprimez le contenu mis en cause (vous pouvez préalablement contacter les auteurs),

argumentez précisément cette suppression dans la page de discussion
(un manque de référence n'est pas un argument ; une recherche réelle de référence doit avoir été effectuée, être formellement documentée).
L'œil écoute est un ouvrage de Paul Claudel rassemblant un ensemble de textes sur des œuvres d’art et des artistes, écrits entre 1935 et 1953. La spécificité de L'œil écoute est d'être une composition poétique, une explication prabolique et une exégèse spirituelle.
L'édition originale a été publiée en 1946. La version de 1965 comprend quarante-deux textes à la suite d'ajouts et de déplacements dans les éditions successives.
L'œil écoute est constituée de : Introduction à la peinture hollandaise, Avril en Hollande, La Peinture espagnole, Jan Steen, Nicolas Maes, Watteau, Fragonard, Jordaens, L'Agneau mystique, Trois tableaux hollandais, La Pinacothèque de Munich, L'Orage, La Minerve, Saül et David, Le Retable portugais, Quelques Réflexions sur la peinture cubiste, Le Chemin dans l'art, Camille Claudel statuaire, Ma sœur Camille, Rodin ou l'homme de génie, José-Maria Sert et sa cathédrale, Sur la mort d'un ami, Jean Charlot, Marion Claudel, Jacques Thévenet, Henry de Waroquier, La Cathédrale de Strasbourg, Vézelay, Vitraux des cathédrales de France, Magie du verre, La Mystique des pierres précieuses, L'Argent et l'Argenterie, Le Beethoven, de Romain Rolland, Le Poison wagnérien, Hector Berlioz, Le Dauphiné sous l'archet de Berlioz, Arthur Honegger, La Chanson française Nijinsky, Les Psaumes et la Photographie, Préface à un album de photographies d'Hélène Hopenot. Françoise Siguret y voit « l’éblouissant catalogue d’un musée imaginaire ».

## Un texte en mouvement, exemples de deux cas pratiques
« Un tableau c'est autre chose tout de même qu’un découpage arbitraire dans la réalité extérieure. Du fait du cadre, il y a un centre qui résulte de l'intersection des deux diagonales. Et l'art du peintre est de provoquer l'œil du spectateur à un report, à une discussion entre ce centre géométrique et donné, et celui qui, par le fait de la couleur résulte de la composition, un centre, je devrais dire plutôt un foyer, créant un tirage, un appel commun venant de l’intérieur et adressé à tous les objets divers que le cadre oblige  à faire quelque chose ensemble ; et pourquoi  ne pas employer le vrai mot, un sens qui constitue ce qu’on appelle le sujet. C’est ce mot d’ordre muet et non pas les quatre baguettes dorées, qui empêche  les éléments convoqués à la fois parents et disparates, de ficher le camp, et qui fait du nombre un chiffre. Il ne s'agit pas précisément d’une combinaison matérielle, il s’agit d’une idée, rebelle ou non à la formule. »
Dans sa théorie de la peinture, Paul Claudel accorde une importance capitale à la composition. La perception visuelle s’accomplit dans une prise de conscience mystique. La distance visuelle ou sensorielle entre le spectateur et la toile est nulle. Le tableau est le lieu d’écoute d’un silence et d’une sonorité interne, le temps s'arrête, c'est le moment de l'unité ultime du tableau. De même ses essais critiques sur la peinture tentent de reproduire, si ce n’est de concurrencer, dans les mouvements de la syntaxe une composition, une musicalité dans son unité, une immédiateté sensorielle voire intelligible. La tradition de « l'ut pictura poesis » contribue en arrière-plan à un mouvement travaillé du tissu textuel, qui cherche à créer une présence.
- L'ekphrasis de La Ronde de nuit de Rembrandt illustre cette mise en mouvement :

La Ronde de nuit de Rembrandt

« Un arrangement en train de se désagréger, mais c’est là avec évidence, toute l’explication de la Ronde de nuit. Toute la composition d’avant en arrière est faite sur le principe d’un mouvement de plus en plus accéléré, comme d’un talus de sable qui s’écroule. Les deux personnages du premier plan sont en marche, ceux de la seconde ligne ont déjà mis le pied en avant, […] elle sert pour ainsi dire de balancier et de régulateur latent à ce mouvement qui anime l’ensemble. […] le tambour, l’aboiement du petit chien, cette parole sur la lèvre fleurie du capitaine Cock, cette conversation d’œil à œil entre les témoins de droite, ce coup de fusil et celui, futur, que l’arquebusier de gauche empile précautionneusement au fond de son arme. On part !»
L'effet d’amplification par l'accumulation de détails reliés entre eux et articulés à l'ensemble par des procédés dynamiques créent le mouvement sous-jacent, ne serait-ce que par le réseau sémantique de la fragmentation et du mouvement : « ronde, désagréger, en train de, sable, grain, ébranlement » et par leur mise en relation dans une narration. Les effets d’actualisation comme le présent ou les démonstratifs ou encore le positionnement du narrateur dans un point de vue sont autant d’éléments qui participent à une hypotypose moins comme figure de style que comme effet général du texte qui touche immédiatement les sens et non la raison. La dimension visuelle du texte implique une intensité émotionnelle. La réception se fait dans la synesthésie, notamment par le passage de la vue à l’ouïe dans la fin du texte. Le mouvement du texte est associé à sa sonorité.

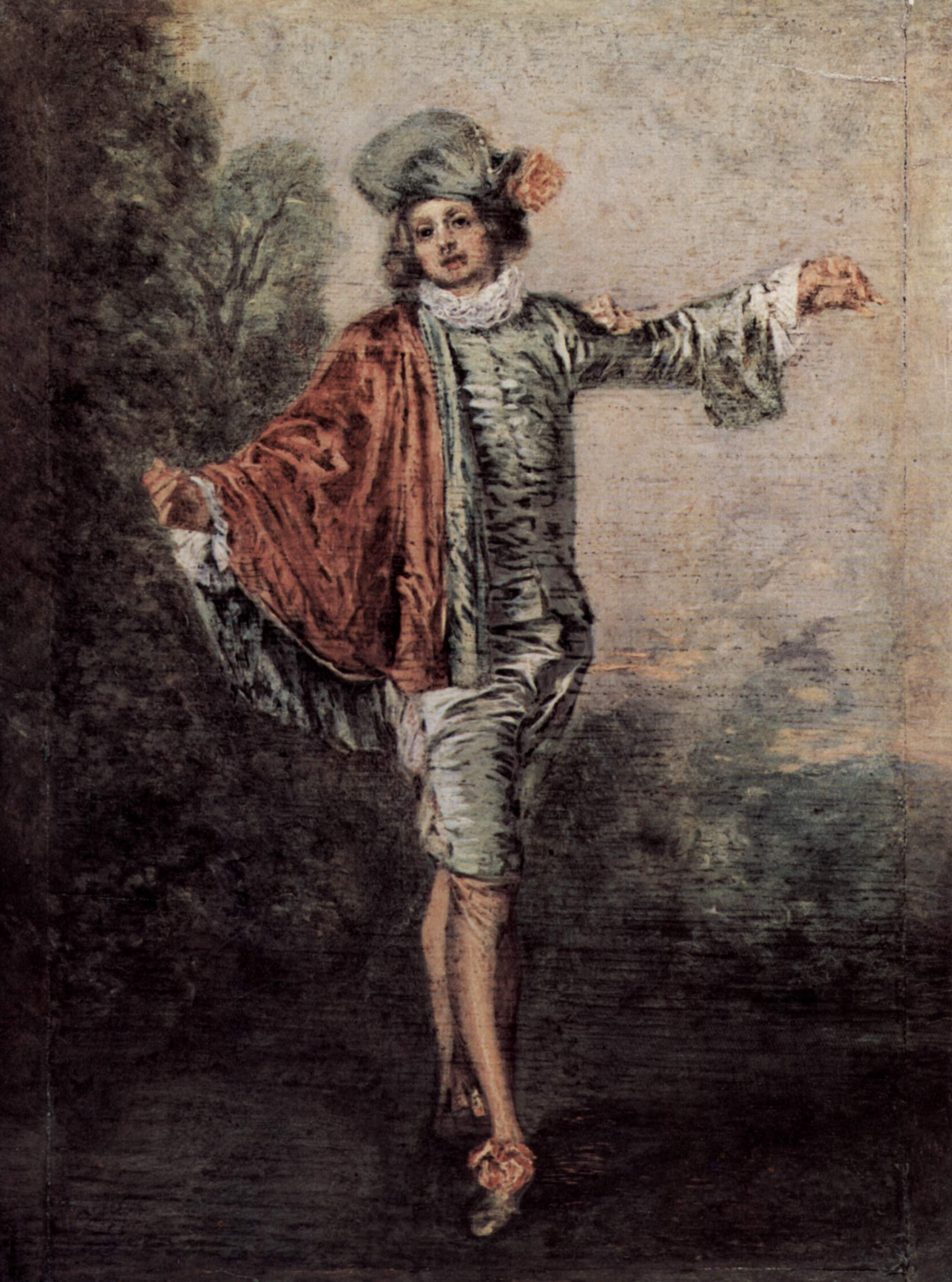
L'indifférent de Watteau

- L'indifférent de WatteauL’écriture fait entendre à proprement parler le tableau. Par exemple dans la description de L’indifférent de Watteau :

« Non, non, ce n’est pas qu’il soit indifférent, ce messager de nacre, cet avant-courrier de l’Aurore, disons plutôt qu’il balance entre l’essor et la marche, et ce n’est pas que déjà il danse, mais l’un de ses bras étendu et l’autre avec ampleur déployant l’aile lyrique, il suspend un équilibre dont le poids, plus qu’à demi conjuré, ne forme que le moindre élément. Il est en position de départ et d’entrée, il écoute, […] »
Ici « Aurore » rime avec « essor », l'association des deux est fulgurante et intuitivement la figure de l’ange, amorcée par « l’avant-courrier » (angelos signifie en grec le messager)  et par la majuscule, s’impose directement au lecteur. Le sens nait de l’écoute de la toile et du texte, au sens premier de l’ouïe et au sens figuré de l’attention de notre âme. Le mouvement s’entend par le rythme binaire de la syntaxe. La structure balancée mime l’action.  L’allitération « de départ et d’entrée » mime l'impulsion du personnage. Paul Claudel conclut lui-même sur la similitude de l’acte poétique avec le geste du peintre.

## Une esthétique de l'écoute

### l'écoute comme moyen d'une réception totale
Si l’œil écoute, c’est que le poète se situe sur le plan d’une réceptivité totale. L’écoute est une sensibilité double en elle-même, celle aux sens du texte et à son message spirituel crypté : « c’est à nous de l’écouter, de prêter l’oreille au sous-entendu » mais  elle est aussi une sensibilité sur le travail du temps tant dans le tableau que sur le spectateur : « c’est qu’ils veulent représenter non pas des actions, non pas des événements, mais des sentiments. […], les scènes intimes dont j’ai maintenant à parler nous éveillent à la conscience de la durée. ». L’ouïe métaphorise la réceptivité tout autant que le regard pour Claudel : « je recommandais au visiteur des musées d’avoir l’oreille aussi éveillée que les yeux, car la vue est l’organe de l’approbation active, de la conquête intellectuelle, tandis que l’ouïe est celui de la réceptivité. » Paul Claudel dessine ainsi une esthétique de l’écoute à travers la musicalité rythmique du tableau qui oscille entre le clair et l'obscur, des pleins et des vides, l’apparition et la disparition, ou encore la lenteur et le retard dans la constitution de la forme : «  on est frappé de la lenteur avec laquelle le ton sans cesse retardé par tous les jeux de la nuance met à se préciser en une ligne et une forme ». L'évolution de la vision en écoute se fait en même temps qu'une incorporation du sujet à la Totalité : «  Et comme chaque tour est coiffée d’un système de quatre guérites tournantes, on dirait un établissement de moulins destinés à exploiter le grand vent qui vient de la mer. Ainsi un article de saint Thomas portant à sa cime suspendu tout cet ensemble d’arguments affilés qui répondent de tous côtés aux objections. »  Ici, le rythme du poète re-présente la composition du tableau, dans cet exemple l’antéposition de « à sa cime suspendu » couplée à une inversion adjectif-complément donne une construction verticale de la pensée qui part de la cime vers sa base. L’arrivée retardée du complément donne un rythme particulièrement lent comme celui du tableau et qui fait prendre au mot « suspendu » tout son sens et toute la lenteur sous-jacente de ce mouvement d’extension. De même l’utilisation de « cet ensemble » un singulier, dont l’unité est renforcée par le déictique, qui se déploie ensuite en un pluriel participe à ce sentiment d’une totalité unificatrice : le « totum simul ». Ainsi le rythme anime littéralement : il restitue le mouvement de la pensée en même temps qu’il fait résonner le caractère spirituel de l’âme. Ainsi Claudel écrit : « -dans tout cela, je sais, moi, qu’il s’agit des occultes trafics d’Anima, de cette chimie, de cette musique, de ces transactions, de ces rapports et de ces virages d’intérêts, qui opèrent au plus profond de la pensée ». Anima, ou l’âme en latin, ne s’oppose pas ici à Animus, le corps ; bien au contraire l’ekphrasis procède à une analogie à la fois organique et spirituelle avec le paysage hollandais. Le poète pose l’équivalence entre la création poétique et la mise en écoute du sujet : « cette parole qui pour le moment n’est qu’un épaississement du silence, est à l’orgue » Le symbole traditionnel de l’orgue est la parole divine, le Verbe, que l’œil écoute, s’écrit au rythme de la phrase ; sa durée, ses soubresauts prennent une valeur ontologique.

### Une résonance intertextuelle
La pratique de l’écoute se joue sur un second niveau qui est celui de l’intertexte. Les réminiscences esthétiques viennent se superposer à la réception de la prose, parmi ces échos le lecteur entendra notamment les Illuminations d’Arthur Rimbaud autour de motifs communs. Par exemple dans l’ekphrasis de la Ronde de nuit de Rembrandt, la vision associée à la rumeur bruyante et au départ: « une rumeur continue emplit la ruche toute prête à essaimer » peut aisément se rapprocher de « Rumeurs des villes, le soir, et au soleil, et toujours. /Assez connu. Les arrêts de la vie. – O rumeurs et Visions ! /Départ dans l’affection et le bruit neuf ! ».  De même à propos de Rembrandt : « le rayon en biaisant d’une ligne anéantit le prestige » résonne étrangement, outre la pure reprise textuelle, comme ce vers extrait de Ponts : «  un rayon blanc, tombant du haut du ciel anéantit cette comédie » ; en effet la mise en écho, si l’âme se montre assez réceptive, restitue ce mouvement de dispersion et d’anéantissement de la vision. Enfin, notons que la réminiscence d’un espace bachique, chez Claudel « la cave » qui coïncide avec l’espace de l’érudition parce que cette dernière est inconsciemment associée à la pénombre et à l’enferment, fait fortement penser à un souvenir similaire de Rimbaud exploité de façon quasiment identique : « Dans un grenier où je fus enfermé à douze ans, j’ai connu le monde, j’ai illustré la comédie humaine. Dans un cellier j’ai appris l’histoire. À quelque fête de nuit dans une cité du Nord, j’ai rencontré toutes les femmes des anciens peintres. Dans un vieux passage à Paris on m’a enseigné les sciences classiques. » Il est possible finalement de rapprocher l’alchimie rimbaldienne et une esthétique de l’écoute qui sont toutes deux fondées sur le rythme musical pour entendre un Ailleurs ou un message spirituel. L’écoute dit tout ensemble de l’approche rythmique, sensible de la poésie de Rimbaud et la réceptivité à sa dimension spirituelle. L’écoute chez Claudel est de même sensibilité aux rythmes picturaux et disponibilité du message secret d’Anima.

## Une exégèse mystique et une explication parabolique
« La césure variable et les différences de distance et de hauteur qui séparent les sommets phonétiques suffisent à créer pour chaque phrase un dessin sensible à notre œil auditif en même temps que le jeu des consonnes et de la syntaxe associe à celui des timbres indique la tension et le mouvement vers l’idée »

### Une multiplicité de sens cryptés
L’écriture de Paul Claudel hérite directement du mouvement symboliste qui lui est alors contemporain. S’il s’en écartera par la suite, l’Œil écoute  se fonde sur la conviction que l’écriture poétique permet d’arracher un sens au monde qui entoure le poète. S’il fallait définir une esthétique claudélienne qui prenne en compte sa dimension symbolique, il s’agirait d’une écriture qui fait signe vers. Le langage joue un rôle interprétatif et le signe linguistique dans son unité la plus réduite, c’est-à-dire le mot, son étymologie, voire le sème fait systématiquement signe vers une lecture au-delà de la réalité. La syllepse demeure l’un des moyens récurrents affectionné par Claudel, il nous y prépare dans son Introduction à la peinture hollandaise en déclinant explicitement les différentes interprétations que le lecteur peut adopter quant à cette phrase : « tout ce qui existe vient se transformer en valeur, passer de sa qualité de matière à la dignité générale de signe et de proposition, recevoir, comme on dit, son cours. » Il développe ensuite la double signification du terme « valeur » que le lecteur à l’écoute aura repérée : celle propre au marché de l’art et celle  qui le rapport tendre et gradué dans la palette des couleurs et de la lumière du peintre. Lorsqu’il se positionne contre le critique Fromentin, Paul Claudel écrit : «  cette saveur secrète n’est absente d’aucune des compositions de ces anciens peintres. Il n’en est aucune qui à côté de ce qu’elle dit tout haut n’ait quelque chose qu’elle veuille dire tout bas. C’est à nous de l’écouter, de prêter l’oreille au sous-entendu. » L’écriture tisse elle-même des motifs plus cachés, et il s’agit moins de les décrypter que de les entendre, il y a mouvement de l’âme, initiation à son rythme, à son sens de lecture. L’italique se fait souvent indice: « cette émanation phosphorescente, l’aura vampirique » Ici, l’aura se fait le corps surnaturel qui entoure un être physique, mais elle signifie également la résonance d’une œuvre d’art dans la sensibilité ; elle peut se comprendre sur le plan médical comme la sensation subjective vague qui précède une crise, et encore dans une approche philosophique comme une atmosphère particulière qui entoure certains êtres. D’ailleurs, ne serait-ce que le titre 'L'œil écoute n’est pas sans rappeler l’œil pinéal, le troisième œil chez certains reptiles. Parfois Claudel en revient au sens immédiat des mots, mouvement à la fois de retour et de dépassement de son acceptation traditionnelle : par exemple dans la formule de « Limite des deux mondes ! », le terme de « limite » se ressent moins comme séparation que comme liaison, une aptitude au contact et au mélange.  C’est ainsi qu’un dispositif systémique s’écrit en même temps qu’il organise l’ensemble de l’œuvre. Un réseau s’établit : l’aspiration, terme récurrent, se comprend en lien entre la durée comme donnée psychologique et le centre du tableau comme donnée symbolique. L’aspiration fait écho ainsi à la direction qui est elle-même poids, c’est-à-dire force de transcendance.  «L’enthousiasme » dans la Ronde de nuit est une prise de possession par le divin. On est arraché de soi-même pour entrer dans une autre dimension ; le terme s’applique aussi au mystique et au poète. Ce réseau joue sur un mouvement binaire propre à la nature du symbole, de sorte que lorsque Claudel fait référence au corps, il faut entendre l’âme ; la vue se fait ouïe et fait vibrer en nous à la fois une synesthésie poétique et une réminiscence de l’incarnation du Verbe dans la tradition chrétienne. Enfin, dans cette unification de la partie au tout, la sensation esthétique se fait sens.

### La femme comme figure d'Anima

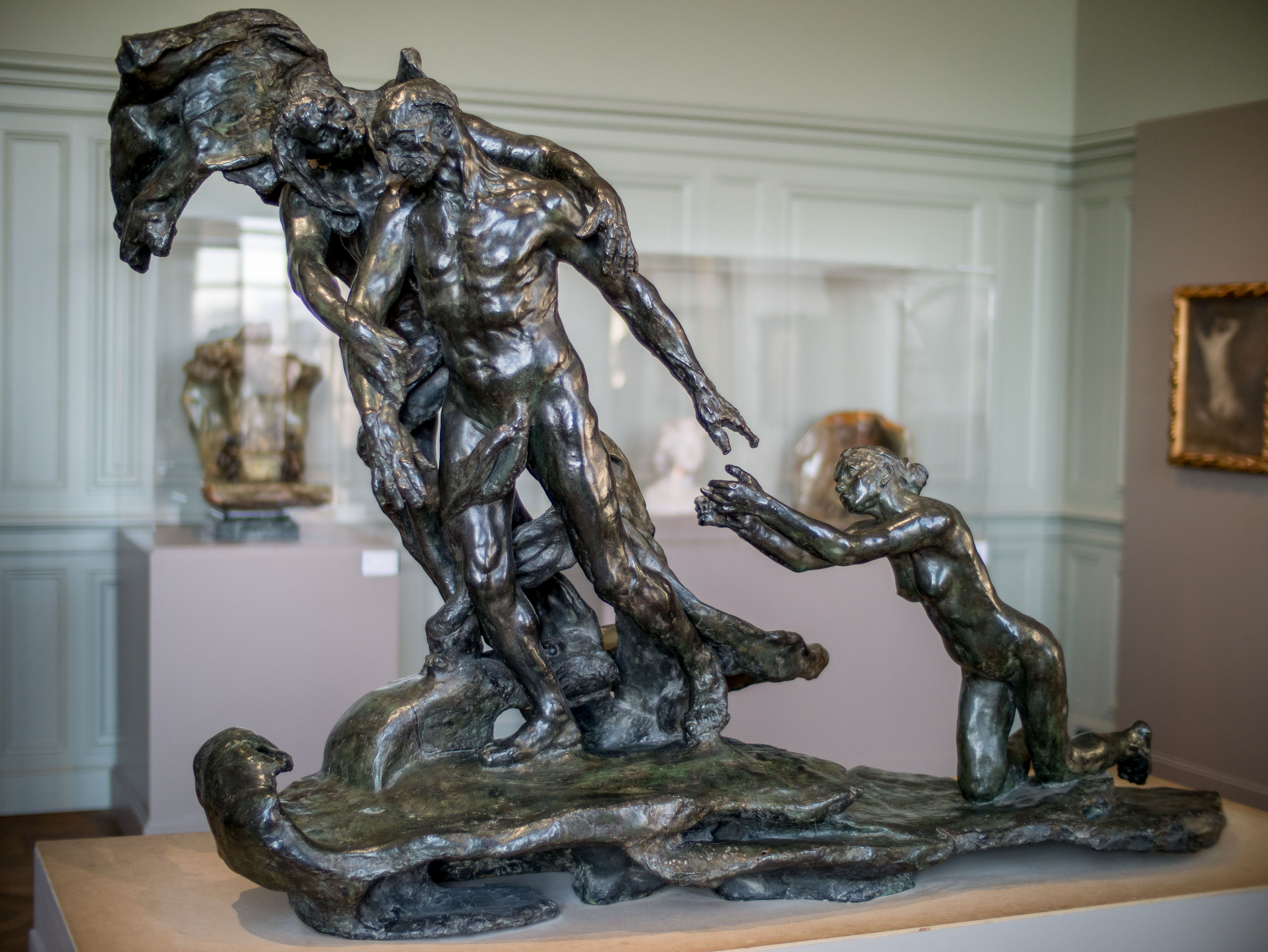
L'âge mûr, sculpture de Camille Claudel

Si la sensation a du sens, le mouvement d’aspiration spirituelle du corps est souvent représenté sur le détail d’un personnage et le plus fréquemment l’incarnation esthétique de l’âme est métaphorisé par l’image de la femme, désignée comme Anima : « cette âme nue, cette jeune fille à genoux, l’ai-je oubliée dans mon commentaire ? Ah ! laissez-moi, par un retour sur moi-même n’y voir qu’Anima dans cette composition dont le lien est fait d’une rupture […] ». L’hypallage de « cette âme nue » à propos de L’Âge mûr de Camille Claudel illustre le caractère charnel de l’âme et la dimension spirituelle du corps. Quant à l’antiphrase « le lien est fait d’une rupture », elle restitue tant le mouvement d’arrachement que l’unité de la composition. Dans le système d’écriture claudélienne, Anima s’interprète comme la figure féminine évoquant l’intérieur hollandais mais elle est aussi une instance psychique. Par exemple, là « où le regard superficiel n’aperçoit qu’une ménagère qui met la marmite sur le feu, une hôtesse qui, la tige d’un verre étincelant entre les doigts accueille deux de ses amis », Paul Claudel accumule tous ces détails pour les condenser dans l’expression finale « des occultes trafics d’Anima ».  Anima est l’essence qui à la fois organise  et résulte de la fusion de cet ensemble disparate. Dans son caractère profane, quotidien et banal, l’intérieur hollandais se construit autour d’une coordonnée ; c’est le détail qui anime, qui donne le sens. Anima, en termes rhétoriques, ne se contente pas d’être une métaphore, elle tend à une dimension symbolique bien plus forte. « Elle représente une femme assise, dans un costume qui rappelle un peu l’Immaculée Conception de Murillo, à demi renversée, les yeux au ciel et la main sur son cœur. Elle s’accoude à une petite table drapée comme un autel, sur laquelle on voit un livre ouvert, un crucifix et un calice. Derrière elle un grand tableau représentant la crucifixion.» Anima recouvre un enjeu allégorique, elle devient ici la femme, la foi et l’Église. Le jeu de mise en abyme rappelle la rivalité entre le jeu de l’écriture et la composition picturale. Elle est une allégorie auto réflexive de la démarche interprétative.

### Une lecture allégorique
En effet, de cette Hollande protestante austère, les peintres en ont saisi un sens particulier du sacré, que Claudel allégorise à travers de nombreuses figures. Un exemple canonique serait l’ekphrasis de l’Allée d’arbres d’Hobbéma à la National Gallery : « un vilain chemin tout droit dans une campagne plate entre deux rangées d’affreux arbres tourmentés et dilacérés par l’hiver ; mais qui a ce charme incomparable de finir dans l’infini et de n’aboutir à quoi que ce soit de visible ». Comment ne pas y voir une allégorie christique de l’existence comme chemin à parcourir, et de la vie terrestre comme voyage initiatique ? L’in-fini et l’invisible s’appliquent littéralement tous deux tant aux effets de perspective picturale qu’au Royaume éternel de Dieu. Et le réseau symbolique de la verticalité de l’arbre comme intermédiaire entre la terre et le Ciel, associé à la terre, qui évoque l’immobilité et l’invisible par opposition à la mer, contribuent à construire ce sens de lecture. Le caractère allégorique est moins lié au motif religieux qu’à une aspiration spirituelle. Néanmoins une contradiction imprègne l’écriture dans son opposition à une lecture allégorique légitime d’une part et la résistance que Claudel fait lui-même à cette lecture d’autre part, parce qu’il la juge comme trop prégnante sur les autres sens du texte alors qu’elle ne devrait que se superposer comme une direction de plus possible. Et cela se traduit dans l’Œil écoute soit par un obscurcissement des figures, soit par la multiplicité qui laisse toujours un doute au lecteur quant aux interprétations possibles. Par exemple lorsqu'il décrit le centre symbolique de la Ronde de nuit de Rembrandt, Paul Claudel  crée une ambiguïté quant à cette figure féminine et lumineuse : « c’est l’ébranlement […] Mais comment résister à l’imagination, cette fée lumineuse, cette pénétrante messagère de l’au-delà, qui porte à la ceinture, en tant que lettres de créance, une colombe ? ». « Cette pénétrante » est une syllepse qui introduit l’ébranlement, elle fait rentrer la mort dans le tableau et le transforme en vanité alors même qu’elle semble être la lumière. La colombe, symbole du Saint Esprit, est morte, et paradoxalement la mort blanche est la figure de la rédemption. Alors le lecteur doit-il entendre le tableau en vanité ? Là encore le détail anime le(s) sens.